# Kanton Saint-Agrève
Der Kanton Saint-Agrève war bis 2015 ein französischer Wahlkreis im Arrondissement Tournon-sur-Rhône, im Département Ardèche und in der Region Rhône-Alpes; sein Hauptort (frz.: chef-lieu) war Saint-Agrève. Die landesweiten Änderungen in der Zusammensetzung der Kantone brachten im März 2015 seine Auflösung.
Der Kanton Saint-Agrève war 173,52 km² groß und hatte 3930 Einwohner (Stand 2012).

## Gemeinden

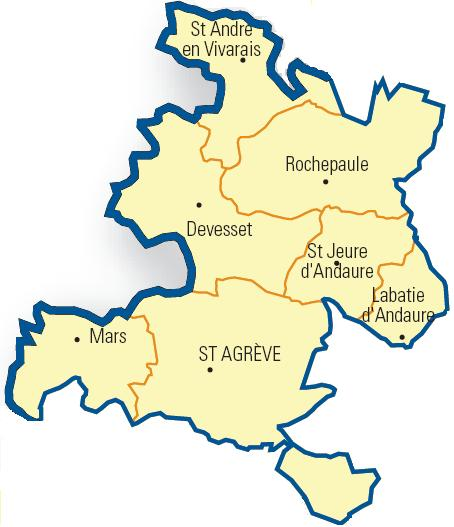
Lage der sieben Gemeinden im Kanton Saint-Agrève

| Gemeinde                | Einwohner (Stand: 2022) | Code postal | Code Insee |
| ----------------------- | ----------------------- | ----------- | ---------- |
| Devesset                | 306                     | 07320       | 07080      |
| Labatie-d’Andaure       | 220                     | 07570       | 07114      |
| Mars                    | 246                     | 07320       | 07151      |
| Rochepaule              | 238                     | 07320       | 07192      |
| Saint-Agrève            | 2300                    | 07320       | 07204      |
| Saint-André-en-Vivarais | 211                     | 07690       | 07212      |
| Saint-Jeure-d’Andaure   | 101                     | 07320       | 07249      |